# Maribel López
Maria Isabel López Zambrana (Barcelona, 1973) conocida como Maribel López es una gestora cultural española conocida principalmente por ser la directora de la Feria Internacional de Arte Contemporáneo española Arco Madrid desde marzo de 2019. 

## Trayectoria profesional
Ejerció su primer trabajo entre 1999 y 2007 como subdirectora de la Galeria Estrany de la Mota en Barcelona. Posteriormente entre diciembre de 2007 y mediados de 2010 creó y dirigió en la ciudad de Berlín en Alemania, su propia galería denominada Mla galeria Maribel López Gallery Berlín. También fundó y fue miembro de dos equipos de comisariado: Creatures (1994-2000, en Barcelona) y The Office (2007-2010, en Berlín). Comenzó su carrera en la feria internacional de arte contemporáneo española Arco Madrid como subdirectora y directora comercial y de programas comisariados de la feria de arte ARCO Madrid.
Desde finales de noviembre de 2018, codirectora de la feria de arte Arco Madrid junto a Carlos Urroz y a partir de marzo de 2019, asumió la dirección en solitario de dicha feria.
Maribel López afirmó en la entrevista de Infobae Culturaː En la era de la digitalización, la experiencia del arte es una de las que más afianzada está en la necesidad humana.

A la pregunta de como ve el futuro del mercado del arte contemporáneo dentro de 10 años, responde en Infobaeː 
-El arte en sí mismo, su contemplación, es una experiencia única, particular e irrepetible. La experiencia con la obra de arte no la veo muy cambiante en el futuro porque siempre necesitaremos enfrentarnos a ella de manera física y presencial. En la era de la digitalización, en este mundo de la televización, yo creo que la experiencia del arte es una de las que más afianzada está en la necesidad humana, en el fondo no cambiará. Siempre vamos a necesitar del arte. No preveo tantos cambios.